# Codex Gottorfer

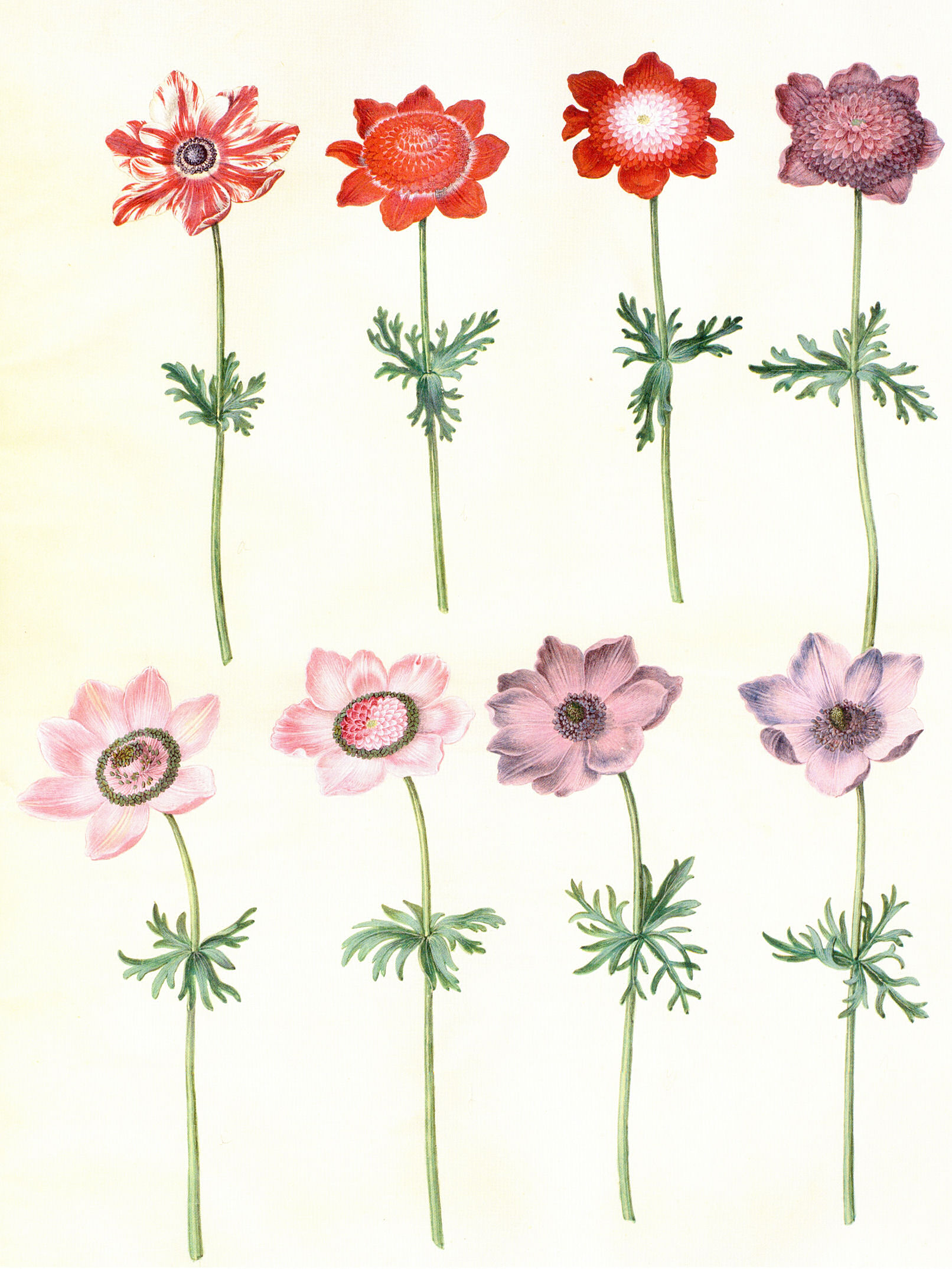
Anemone coronaria,illustration extraite de l'ouvrage.

Le codex Gottorfer (Gottorfer Codex en allemand ou gottorpske kodeks en danois) est un ouvrage de botanique en quatre volumes commandée par Frédéric III de Holstein-Gottorp entre 1649 et 1659 pour représenter le large assortiment de plantes qui poussaient dans les jardins ducaux au Château de Gottorf (« Gottorp ») dans le duché de Schleswig.
Les 365 pages illustrées de l'ouvrage représentent 1 180 plantes peintes à la gouache sur du parchemin de veau par le peintre  de Hambourg, Hans Simon Holtzbecker (de). Le nombre d'illustrations par page varie de une à dix.
Les travaux sur le codex ont cessé après la mort du duc Frédéric III en 1659. Le codex est la propriété de l' État danois depuis la Grande guerre du Nord (1700-1721) lorsque le château de Gottorf et une partie du duc du duché de Schleswig ont été annexés à la couronne danoise.
Le codex est conservé par la « Collection royale d'art graphique », qui fait partie du musée des Beaux-Arts du Danemark. En 2009, une version numérique du codex a été créée par la Galerie nationale du Danemark avec le soutien financier de la « Fondation des musées d'État du Schleswig-Holstein ».